# Oddi
Oddi ([ˈɔttɪ]) es un pequeño pueblo en Rangárvellir fue un núcleo habitado considerado el centro del saber al sur de Islandia (actual región de Suðurland) en el periodo de la Edad Media.

## Historia
Durante siglos fue la capital y centro de poder del clan familiar de los poderosos Oddaverjar. Dos de los personajes más relevantes del clan en Oddi fueron Sæmundur Sigfússon y su nieto Jón Loftsson. El famoso historiador Snorri Sturluson creció y fue educado en Oddi por Jón Loftsson. Algunas fuentes han sugerido que Edda, una de las más famosas obras de Snorri, deriva del nominativo Oddi. La derivación de Edda y Oddi fue propuesta en 1895 por Eiríkr Magnússon, pero esa teoría fue discutida y rechazada por Anatoly Liberman.

## Galería

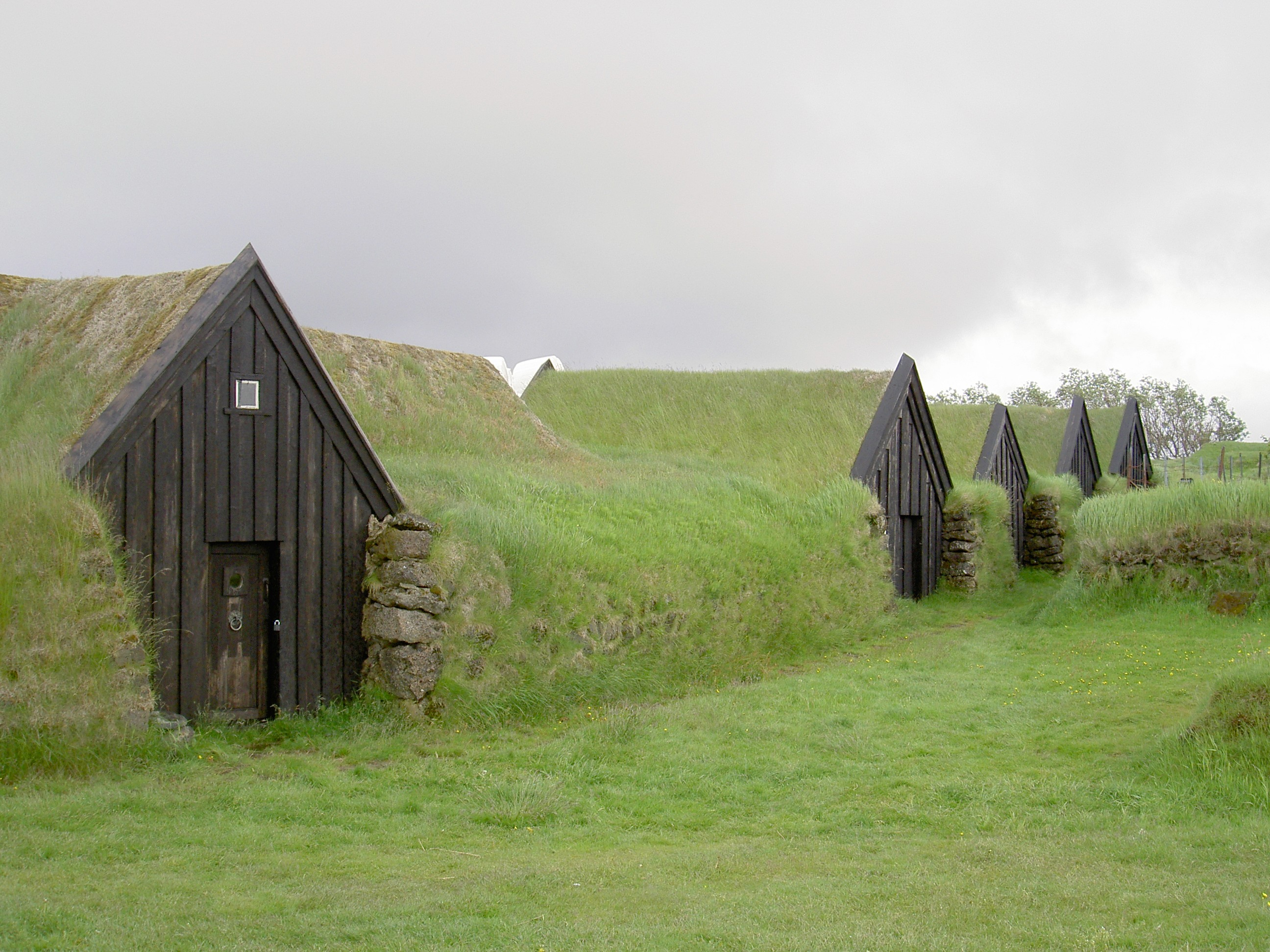